# Andries Smidt

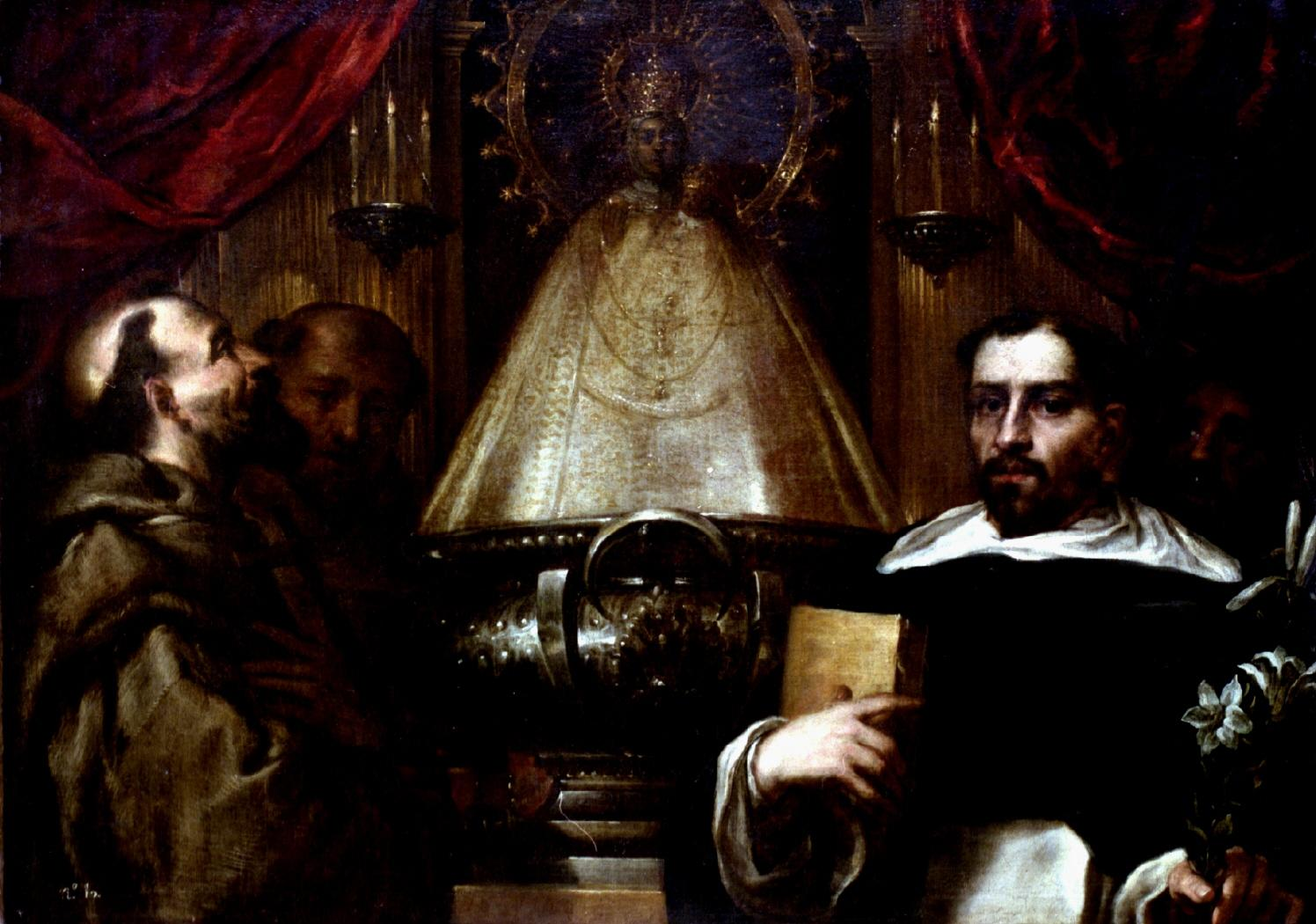
De Maagd van Atocha met de H. Franciscus van Assisi en de H. Dominicus Guzmán, 1663 (Museo Lázaro Galdiano, Madrid).

Andries Smidt of Andrés Esmit (Antwerpen, circa 1625 — na 1684) was een Zuid-Nederlands barokschilder, opgeleid in Italië en werkzaam in Madrid.

## Leven
In Rome was Smidt in 1650 bekend met Velazquez. Palomino tekende zijn relaas op over het tentoonstellen van het portret van Juan de Pareja in het Pantheon. Smidt was bevriend met de beeldhouwer Giovanni Battista Morelli, in wiens gezelschap hij in 1659 emigreerde naar Spanje. Zijn aankomst in Madrid is gedocumenteerd in 1660. Smidt wist zich uitstekend te integreren onder de voornaamste Madrileense schilders. Hij stond bekend als een voorvechter van de schilderkunst en maakte verschillende inventarissen en schattingen op. Onder de leerlingen die hij onderwees waren de kinderen van zijn vriend Morelli, die hem als een vaderfiguur beschouwden.
Smidt behield contact met Antwerpen, want in 1683 trad hij op als agent voor David Teniers II bij het innen van enkele bedragen die hem door de hertog van Veragua verschuldigd waren. Datzelfde jaar ondernam hij administratieve stappen voor een terugkeer naar Antwerpen. Hij reisde af met zijn vrouw María Herranz en zijn 22-jarige dochter Francisca María. Zijn zoon Fernando Antonio woonde in Rome bij de prelaat Melini.

## Werk
Uit archivalische beschrijvingen weten we dat Smidt landschappen en portretten maakte alsook religieuze schilderijen. In 1670-74 voerde hij met zijn Italiaanse vriend Dionisio Mantuano grootschalige muurschilderingen uit voor de Zwitserse bankier-ambassadeur Giovanni Battista Cassani. Zijn werk was opgenomen in belangrijke Spaanse galerijen van de 17e eeuw. Tegenwoordig kan enkel de gesigneerde Maagd van Atocha nog met zekerheid aan Smidt worden toegewezen. In dat doek uit 1663 kwam zijn kwaliteit als portrettist tot uiting.

## Voetnoten
1. ↑  Andere naamvarianten: Desmidi, Esmite, Esmitt
2. ↑  Mercedes Agulló y Cobo, "El escultor Morelli y sus hijos en la corte española", in: Boletín del Museo Nacional de Escultura, 2002, nr. 6, p. 26-35
3. ↑  Zij was afkomstig uit Loeches. Haar naam werd ook gespeld als María Erranz en María de Ranz.

- Biblioteca Nacional de España: XX5644303
- Union List of Artist Names: 500008412
- Virtual International Authority File: 3242148122896095200004
- WorldCat: E39PCjxVBvbRRYCqPRqKYq9vBK